# Альгерсуари, Хайме
Ха́йме Альгерсуа́ри (исп. Jaime Alguersuari, родился 23 марта 1990 года в Барселоне) — испанский автогонщик, чемпион британской Формулы-3, пилот Формулы-1 в сезонах 2009—2011 годов. В возрасте 19 лет и 125 дней вошёл в историю как самый юный гонщик, стартовавший в Гран-при (рекорд побит в 2015 году Максом Ферстаппеном). Кроме того, он первый из гонщиков Формулы-1, родившийся в 1990-х годах.

## Биография

### Ранние годы
Альгерсуари начал карьеру в сериях с открытыми колёсами в 2005 с Итальянской Формулы-Юниор 1600, где он сходу занял третье место. Также он принял участие в двух гонках Еврокубка Формулы-Рено 2.0 за Carlin Motorsport. В 2006 он провел в этом чемпионате уже полный сезон, параллельно соревнуясь и в итальянском чемпионате той же формулы и завоевав по результатам сезона 12-е и 10-е места соответственно. Кроме того, в том же году он выиграл Зимнюю серию Итальянской Формулы-Рено. Следующий сезон выступлений на два чемпионата принес ему пятое место в еврокубке и вице-чемпионское звание в Италии позади Мики Мяки.
В 2008 Хайме перешёл в Британскую Формулу-3, пополнив ряды команды, в которой начинал карьеру -Carlin Motorsport. Напарниками его стали Брендон Хартли, Оливёр Тёрви и Сэм Эбей. После продолжительной борьбы Альгерсуари, Хартли, Тёрви и Серхио Переса, Альгерсуари смог выиграть подряд три последние гонки сезона, чем обеспечил себе титул. Он стал самым молодым чемпионом Британской Формулы-3 в истории в 18 лет и 203 дня. Также он заменил травмированного Марка Уэббера в Гонке чемпионов на стадионе Уэмбли в декабре 2008.

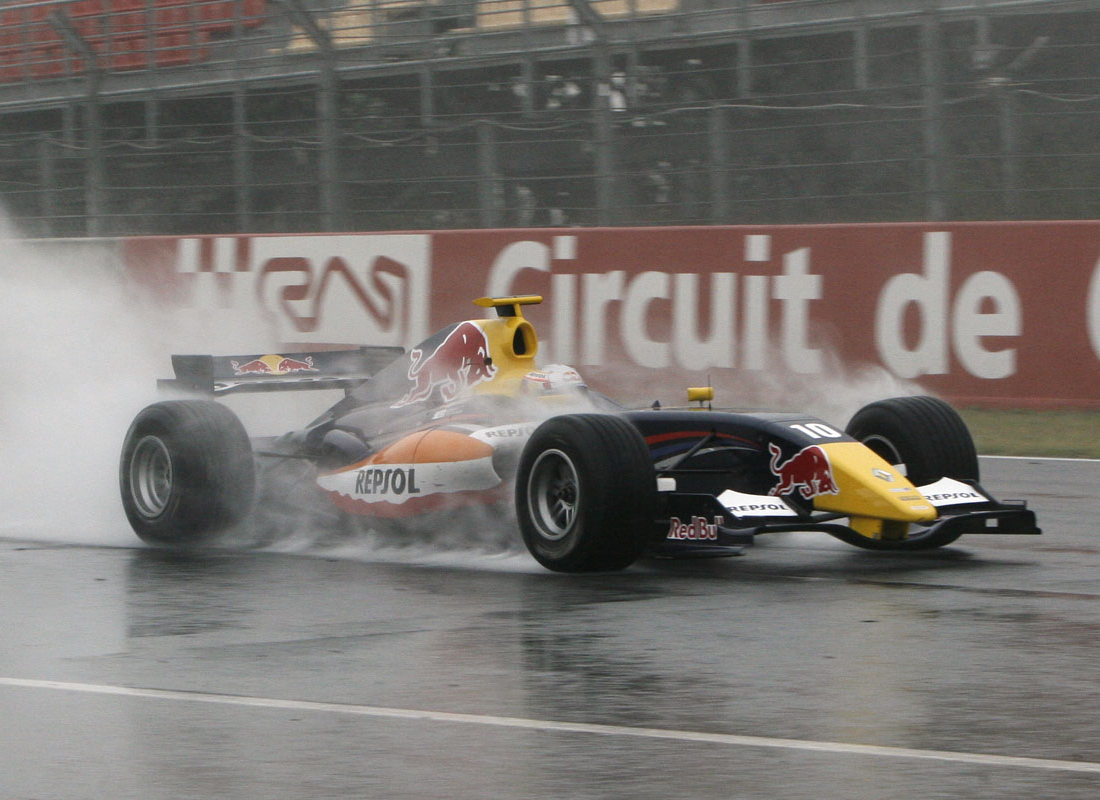
Альгерсуари на первом этапе Мировой серии Рено в Барселоне

В 2009 испанец вместе с напарником Тёрви и командой Carlin перешёл в Мировую серию Рено Здесь он смог единожды победить, занять поул-позицию и установить быстрый круг, а также дважды финишировать на подиуме. В чемпионате он финишировал шестым. Вторую половину сезона он выступал на два фронта, так как в рамках программы поддержки молодых пилотов Red Bull получил место резервного пилота сразу двух команд Формулы-1 — Red Bull Racing и Scuderia Toro Rosso. Вскоре, после Гран-при Германии 2009 года из Toro Rosso был уволен Себастьен Бурде, и даже при отсутствии официального подтверждения в паддоке бытовало мнение, что именно Альгерсуари его заменит. Спустя четыре дня данная информация была подтверждена командой, и на Гран-при Венгрии 2009 года Хайме дебютировал в Формуле-1.

### Формула-1
На своём дебютном Гран-при в Венгрии результаты Хайме, в общем, соответствовали уровню команды — слабейшая из всех и используемая как тренировочная площадка для пилотов молодёжной программы Ред Булла, она не позволяла бороться хоть с кем бы то ни было кроме собственного напарника. Квалифицировался он последним, большую часть гоночной дистанции он провел также позади всех, но после ошибки напарника Себастьена Буэми опередил его и так и финишировал — пятнадцатым, с отставанием в круг. За счет этого своего выступления он в возрасте 19 лет и 125 дней стал самым молодым пилотом в истории Формулы-1, перекрыв рекорд Майка Такуэлла. Кроме этого, Хайме является всего лишь седьмым гонщиком младше 20 лет, стартовавшим в Гран-при. В оставшихся гонках сезона он также не показал почти никаких результатов, финишировав ещё всего дважды и сойдя в остальных гонках. На квалификации Гран-при Японии он и вовсе расколотил свою машину, что привело даже к остановке заездов. Лучшим результатом сезона стало 14-е место на финише Гран-при Бразилии.
На следующий год Toro Rosso сохранила состав пилотов, и в первых трех гонках Альгерсуари последовательно каждый раз добивался лучшего в карьере результата — в Бахрейне он стал 13-м, в Австралии он 22 круга сражался не с кем-нибудь, а с семикратным чемпионом мира Михаэлем Шумахером, в результате финишировав 11-м, а в Малайзии он и вовсе смог заработать очки, закончив гонку девятым. За своё выступление Хайме удостоился похвалы от владельца команды Франца Тоста, который назвал его «фантастическим». Ещё через одну гонку он вновь финишировал в очках, на этот раз на 10-м месте — у себя дома, в Испании. За оставшиеся гонки очки заработать удалось лишь раз, на последнем этапе в Абу-Даби, а в других гонках он обычно финишировал в первой половине второй десятки. По результатам сезона он заработал пять очков и стал в чемпионате 19-м.
В 2011 году состав команды вновь не изменился. В первых двух гонках заработать очки не удалось, а вот на третьем этапе в Китае Альгерсуари впервые в карьере прорвался в третий сегмент квалификации. Старт с седьмого места удачи не принес — Хайме стал единственным сошедшим в той гонке. Последовательность безочковых финишей продолжалась вплоть до Гран-при Канады, зато там испанец смог финишировать аж восьмым, вновь установив лучший в карьере результат. На Гран-при Европы он повторил это достижение, и это было очень вовремя — появились слухи о желании заменить Альгерсуари на другого участника программы поддержки — Даниэля Риккиардо. В Великобритании он вновь, в третий раз подряд финишировал в очках — 10-м. В Германии он финишировал вне очков, в Венгрии — заработал одно, а на квалификации Гран-при Бельгии занял лучшее в карьере шестое место на старте — только лишь для того, чтобы сойти в первом же повороте из-за столкновения с Бруно Сенной. На Гран-при Италии он финишировал седьмым — и этот результат вновь оказался лучшим в его карьере. Этот хороший результат, как и ранее в сезоне, сменился неудачными выступлениями, например, в Сингапуре он разбил машину на предпоследнем круге. В Корее и Индии он снова побывал в очках (7-е и 8-е места соответственно), после чего ещё в двух гонках он финишировал без очков. В результате всего он заработал целых 26 очков, более чем уверенно опередив напарника, но это не помогло никому из них обоих — неудовлетворенное результатами, руководство команды в декабре 2011 объявило, что вместо Буэми и Альгерсуари буду выступать Риккиардо и Жан-Эрик Вернь.
По окончании сезона Альгерсуари выиграл Desafio Internacional das Estrelas — картинговую гонку, организуемую Фелипе Массой для своих друзей — гонщиков Формулы-1 и других серий.

### Дальнейшая карьера
Потеряв место в Формуле-1, Альгерсуари устроился работать на радиостанцию ВВС Live 5 в качестве гоночного эксперта и комментатора гран-при, в пару к Джеймсу Аллену. В апреле 2012 он смог в некоторой степени вернуться к гонкам, приняв участие в тестовой программе компании Pirelli в рамках подготовки шин к сезону-2013. В 2014 году также принял участие в серии ADAC GT Masters.
В 2014 году Альгерсуари присоединился к группе пилотов, готовившихся выступать в дебютном сезоне электрической Формулы-E. Он выступил в чемпионате за Virgin Racing в паре с Сэмом Бёрдом. Лучшим результатом в гонке стало 4-е место на трассе в Буэнос-Айресе. Последние два этапа сезона он пропустил из-за проблем со здоровьем и завершил чемпионат на 13-м месте с 30 очками.
В октябре 2015 года Хайме Альгерсуари объявил о завершении карьеры в автоспорте.

## Хобби
Помимо участия в гонках Альгерсуари профессионально занимается музыкой, у него есть собственная студия в Барселоне и он широко известен в Испании как DJ Squire.
Он был хедлайнером фестиваля 2010 Barcelona Music Conference, выступал в клубах, в том числе на Ибице. Его дебютный альбом Organic Life увидел свет 14 сентября 2011 и пять дней занимал первое место в чарте альбомов в iTunes. Сам он так комментирует своё увлечение:

Я гонщик Формулы-1, но в моей жизни есть и ещё одна важная вещь — музыка. Очевидно, несколько странно, что у гонщика Формулы-1 есть какие-то ещё увлечения, но это так. Я всегда считал что важно следовать своим инстинктам: я люблю музыку и гонкам это не мешает. Мне нравится закрыться в студии и сочинять, записывать и просто слушать музыку. Я без этого не могу, так же как не могу без гонок.
Оригинальный текст (англ.)I'm a Formula One driver but I have another thing in my life, and that is music. It's obviously quite strange to see a Formula One driver having another life but this is who I am. I've always said it's important to follow your instincts: I love music and racing doesn't interfere with that. I love to close the door and produce, compose, play music, listen to music. I couldn't live without it, just as I couldn't live without racing.

## Результаты выступлений

### Общая статистика
| Сезон     | Серия                                | Команда               | Старты | Победы | Поулы | БК | Подиумы | Очки | Место |
| --------- | ------------------------------------ | --------------------- | ------ | ------ | ----- | -- | ------- | ---- | ----- |
| 2005      | Формула-Джуниор 1600 Италия          | Tomcat Racing         | 12     | 2      | 2     | ?  | 4       | 160  | 3     |
| 2005      | Еврокубок Формулы-Рено 2.0           | Epsilon Euskadi       | 2      | 0      | 0     | 0  | 0       | 0    | НКЛ†  |
| 2006      | Формула-Рено 2.0 Италия              | Cram Competition      | 15     | 0      | 0     | 0  | 1       | 56   | 10    |
| 2006      | Еврокубок Формулы-Рено 2.0           | Cram Competition      | 14     | 0      | 0     | 0  | 1       | 24   | 12    |
| 2006      | Формула-Рено 2.0 Италия Зимняя серия | Cram Competition      | 4      | 4      | 4     | 3  | 4       | 142  | 1     |
| 2007      | Формула-Рено 2.0 Италия              | Epsilon Red Bull Team | 14     | 3      | 3     | 2  | 7       | 266  | 2     |
| 2007      | Еврокубок Формулы-Рено 2.0           | Epsilon Red Bull Team | 14     | 0      | 0     | 0  | 2       | 67   | 5     |
| 2008      | Британская Формула-3                 | Carlin Motorsport     | 22     | 5      | 6     | 5  | 12      | 251  | 1     |
| 2008      | Формула-3 Мастерс                    | Carlin Motorsport     | 1      | 0      | 0     | 0  | 0       | -    | 8     |
| 2008      | Гран-при Макао                       | Carlin Motorsport     | 1      | 0      | 0     | 0  | 0       | -    | 10    |
| 2008      | Испанская Формула-3                  | GTA Motor Competición | 8      | 3      | 2     | 1  | 4       | 60   | 7     |
| 2009      | Формула-Рено 3.5                     | Carlin Motorsport     | 17     | 1      | 1     | 1  | 3       | 88   | 6     |
| 2009      | Формула-1                            | Scuderia Toro Rosso   | 8      | 0      | 0     | 0  | 0       | 0    | 24    |
| 2010      | Формула-1                            | Scuderia Toro Rosso   | 19     | 0      | 0     | 0  | 0       | 5    | 19    |
| 2011      | Формула-1                            | Scuderia Toro Rosso   | 19     | 0      | 0     | 0  | 0       | 26   | 14    |
| 2014      | ADAC GT Masters                      | Rowe Racing           | 12     | 0      | 0     | 0  | 0       | 24   | 29    |
| 2014-2015 | Формула Е                            | Virgin Racing         | 9      | 0      | 0     | 1  | 0       | 30   | 13    |

† — Поскольку Альгерсуари был гостевым пилотом, он не мог зарабатывать очки.

### Формула-1
| Легенда к таблице |                                                                    |
| --- | ------------------------------------------------------------------ |
| В таблице перечислены результаты всех Гран-при Формулы-1, в которых принимал участие гонщик. Строками таблицы являются сезоны, столбцами — этапы чемпионата мира. В каждой клетке указаны сокращённое название этапа и результат, дополнительно обозначенный цветом. Расшифровка обозначений и цветов представлена в нижеследующей таблице. |                                                                    |
| \| Пример \| Описание \| \| ------------ \| ------------------------------------------------------------------ \| \| 1 \| Победитель \| \| 2 \| Второе место \| \| 3 \| Третье место \| \| 5 \| Финишировал, заработав очки \| \| Сход \| Не финишировал, но при этом заработал очки \| \| 12 \| Финишировал, не получив очков \| \| НКЛ \| Финишировал, но не попал в финальную классификацию \| \| 15 \| Участвовал вне зачёта, либо по отдельной классификации \| \| 18 \| Не финишировал, но попал в финальную классификацию \| \| Сход \| Не финишировал \| \| НКВ \| Не прошёл квалификацию \| \| НПКВ \| Не прошёл предквалификацию \| \| ДСК \| Дисквалифицирован \| \| ИСК \| Исключён из протокола соревнований \| \| ТТ \| Заявлен для участия только в тренировках \| \| НС \| Участвовал в квалификации, но не стартовал в гонке \| \| Т \| Травмирован или болен \| \| ОТК \| Отказ от участия \| \| НТР \| Прибыл на соревнования, но на трассу не выезжал \| \| НПР \| Был заявлен в числе участников, но не прибыл к началу соревнований \| \| О \| Соревнования отменены \| \| \| Не участвовал \| \| Поул-позиция \| \| \| Быстрый круг \| \| |                                                                    |
| Пример | Описание                                                           |
| 1 | Победитель                                                         |
| 2 | Второе место                                                       |
| 3 | Третье место                                                       |
| 5 | Финишировал, заработав очки                                        |
| Сход | Не финишировал, но при этом заработал очки                         |
| 12 | Финишировал, не получив очков                                      |
| НКЛ | Финишировал, но не попал в финальную классификацию                 |
| 15 | Участвовал вне зачёта, либо по отдельной классификации             |
| 18 | Не финишировал, но попал в финальную классификацию                 |
| Сход | Не финишировал                                                     |
| НКВ | Не прошёл квалификацию                                             |
| НПКВ | Не прошёл предквалификацию                                         |
| ДСК | Дисквалифицирован                                                  |
| ИСК | Исключён из протокола соревнований                                 |
| ТТ | Заявлен для участия только в тренировках                           |
| НС | Участвовал в квалификации, но не стартовал в гонке                 |
| Т | Травмирован или болен                                              |
| ОТК | Отказ от участия                                                   |
| НТР | Прибыл на соревнования, но на трассу не выезжал                    |
| НПР | Был заявлен в числе участников, но не прибыл к началу соревнований |
| О | Соревнования отменены                                              |
| | Не участвовал                                                      |
| Поул-позиция |                                                                    |
| Быстрый круг |                                                                    |

| Сезон | Команда             | Шасси           | Двигатель          | Ш | 1      | 2      | 3        | 4      | 5      | 6        | 7      | 8      | 9      | 10       | 11     | 12       | 13       | 14       | 15       | 16     | 17       | 18     | 19     | Место | Очки |
| ----- | ------------------- | --------------- | ------------------ | - | ------ | ------ | -------- | ------ | ------ | -------- | ------ | ------ | ------ | -------- | ------ | -------- | -------- | -------- | -------- | ------ | -------- | ------ | ------ | ----- | ---- |
| 2009  | Scuderia Toro Rosso | Toro Rosso STR4 | Ferrari 056 2,4 V8 | B | АВС    | МАЛ    | КИТ      | БАХ    | ИСП    | МОН      | ТУР    | ВЕЛ    | ГЕР    | ВЕН 15   | ЕВР 16 | БЕЛ Сход | ИТА Сход | СИН Сход | ЯПО Сход | БРА 14 | АБУ Сход |        |        | 24    | 0    |
| 2010  | Scuderia Toro Rosso | Toro Rosso STR5 | Ferrari 056 2,4 V8 | B | БАХ 13 | АВС 11 | МАЛ 9    | КИТ 13 | ИСП 10 | МОН 11   | ТУР 12 | КАН 12 | ЕВР 13 | ВЕЛ Сход | ГЕР 15 | ВЕН Сход | БЕЛ 13   | ИТА 15   | СИН 12   | ЯПО 11 | КОР 11   | БРА 11 | АБУ 9  | 19    | 5    |
| 2011  | Scuderia Toro Rosso | Toro Rosso STR6 | Ferrari 056 2,4 V8 | P | АВС 11 | МАЛ 14 | КИТ Сход | ТУР 16 | ИСП 16 | МОН Сход | КАН 8  | ЕВР 8  | ВЕЛ 10 | ГЕР 12   | ВЕН 10 | БЕЛ Сход | ИТА 7    | СИН 21   | ЯПО 15   | КОР 7  | ИНД 8    | АБУ 15 | БРА 11 | 14    | 26   |